# Robert Colescott
 (octobre 2022).
Si vous disposez d'ouvrages ou d'articles de référence ou si vous connaissez des sites web de qualité traitant du thème abordé ici, merci de compléter l'article en donnant les références utiles à sa vérifiabilité et en les liant à la section « Notes et références ».
Robert H. Colescott (né le 26 août 1925 à Oakland, Californie – mort le 4 juin 2009 à Tucson, Arizona) est un peintre et graveur américain.
Il a étudié avec Fernand Léger à Paris. Ses œuvres sont visibles dans des musées célèbres comme le Museum of Modern Art de New York, la Corcoran Gallery of Art, le Musée d'Art moderne de San Francisco, le Musée des Beaux-Arts de Boston, le Hirshhorn Museum and Sculpture Garden, et le Musée d'Art de Baltimore.
Il est célèbre pour son style satirique et les sujets sociétaux abordés dans ses peintures. Ses œuvres souvent moqueuses et insolentes lui permettent de faire partager ses réflexions amères, humoristiques sur le fait d'être afro-américain dans un style exubérant. Robert Colescott est considéré comme faisant partie de la Nouvelle Figuration, haute en couleur et en anecdotes, s'inspirant du pop art et de la bande dessinée. Ses peintures sont empreintes d'une gouaille un peu racoleuse avec des clins d'œil culturel et érotique.
Il a été le premier artiste noir américain à représenter son pays à la Biennale de Venise, en 1997.

## Biographie
La mère de Robert H. Colescott est une pianiste et son père est un violoniste de musique classique et de jazz. Sa famille quitte La Nouvelle-Orléans pour rejoindre Oakland, en Californie, où il naît le 26 août 1925.
Il apprend à jouer de la batterie dès son enfance et envisage sérieusement de poursuivre une carrière de musicien avant de devenir un peintre. Le sculpteur Sargent Johnson est un ami proche de la famille et influence Colescott dans son évolution.
Johnson est en lien avec le mouvement de la Renaissance de Harlem et réalise des œuvres inspirées par l'expérience afro-américaine. En 1940, Colescott assiste à la réalisation de la peinture murale de Diego Rivera lors de l'exposition internationale du Golden Gate à Treasure Island près de San Francisco. 
Colescott incorpore dans son apprentissage les canons de l'art historique occidental et explore l'art africain et de Nouvelle-Guinée. Il se tient précisément informé de l'art contemporain sur le plan international.
Colescott est appelé sous les drapeaux dans l'armée américaine en 1942 et il sert dans l'armée américaine en Europe jusqu'à la fin de la Seconde Guerre mondiale.
Son service militaire le mène à Paris, la capitale de l'art international et une ville accueillante pour les artistes afro-américains. De retour aux États-Unis, il s'inscrit à l'Université de Californie à Berkeley, ce qui lui permet d'obtenir un diplôme universitaire en dessin et en peinture en 1949. Il passe l'année suivante à Paris, étudiant avec l'artiste français Fernand Léger, puis retourne à l'Université de Californie à Berkeley, obtenant un diplôme de doctorant en 1952.

## Carrière d'enseignant
Comme beaucoup d'artistes de sa génération, Colescott suit des parcours professionnels parallèles en tant que peintre et éducateur influent et engagé. Il s'installe dans le Nord-Ouest Pacifique après avoir obtenu son diplôme et enseigne à l'Université de Portland de 1957 à 1966. En 1964, il prend une année sabbatique grâce à l'obtention d'une bourse d'études du Centre de recherche américain en Égypte au Caire. Il retourne à Portland pendant une année puis repart en Égypte en tant que professeur invité à l'Université américaine au Caire de 1966 à 1967.
Lorsque la guerre[Laquelle ?] éclate, sa famille et lui s'installent à Paris pendant trois années. Ils retournent en Californie en 1970 et y demeurent quize ans. Il pratique la peinture et enseigne à l'Université d'État de Californie, à l'Université de Californie à Berkeley et au San Francisco Art Institute.
Colescott accepte un poste de professeur invité à l'Université de l'Arizona en 1983 et rejoint la faculté en 1985. En 1990, il est le premier à recevoir le titre de Membre du Conseil d'Administration de l'université en tant que membre de la faculté du département d'Art.

## Carrière d'artiste

### Débuts
Le parcours professionnel de Colescott en tant qu'artiste se concrétise à Portland grâce au soutien de la mécène artistique et philanthrope Arlene Schnitzer (en), propriétaire et directrice de la Galerie Fountain qui promeut les artistes contemporains de la région.
Les œuvres de Colescott sont présentées parmi d'autres à l'exposition inaugurale de la galerie en 1961. Sa première exposition individuelle date de 1963. En 1977, un incendie détruit la galerie et avec elle plusieurs œuvres de Colescott.
La galerie qui rouvre après l'incendie dans un nouveau lieu continue à représenter les œuvres de Colescott avant que la galerie ne ferme ses portes en 1986.

### Séjours en Égypte (1964-1967)
Les séjours de Colescott en Égypte, sa rencontre avec l'art de l'Égypte antique et le continent africain sont des expériences qui bouleversent sa vie.
La première manifestation de ce changement sur sa peinture, sur le plan des qualités formelles et des sujets abordés, est la réalisation d'une série de peintures The Valley of the Queens (« La Vallée des reines »), inspirée par une visite à Thèbes.
L'art non européen, une tradition narrative solide, des qualités formelles telles que la fluidité de la ligne graphique, une échelle monumentale, des couleurs vives et le sens de la composition ont des répercussions profondes, immédiates et durables sur ses œuvres.

### La mise à l'honneur des Noirs dans l'art contemporain
Les œuvres de Colescott reçoivent une attention nationale avec une série d'œuvres basées sur des peintures d'icônes dans l'histoire de l'art. Dans son ouvrage George Washington Carver Crossing the Delaware: Page From an American History Textbook (1975), Colescott réimagine la peinture d'Emanuel Leutze en 1851 montrant le héros de guerre révolutionnaire, Carver, un pionnier afro-américain dans l'agriculture industrielle, à la tête d'un bateau avec à bord des cuisiniers, des serveurs, des pêcheurs et des musiciens noirs.
Dans un style explosif et un humour transgressif, il crée ses propres versions des Mangeurs de pommes de terre (1975) de Vincent van Gogh, des Époux Arnolfini (1976) de Jan van Eyck et du Déjeuner sur l'herbe d'Édouard Manet (1980).

## Œuvres

### Première rétrospective
En 1987, le San Jose Museum of Art (en) organise la première rétrospective majeure des œuvres de Colescott. Après sa présentation à San Jose, l'exposition itinérante voyage, sous les auspices de l'American Alliance of Museums, au Centre d'art contemporain Rosenthal, au musée d'Art de Baltimore, au Portland Art Museum dans l'Oregon, à l'Akron Art Museum, au Fred Jones Jr. Museum of Art (en) de l'Université de l'Oklahoma, au Musée d'Art contemporain de Houston, au New Museum of Contemporary Art de New York et au Seattle Art Museum.
L'exposition est accompagnée par un catalogue intitulé Robert Colescott: A Retrospective, 1975-1986, avec un essai de Lowery Stokes Sims (en), qui admirateur de longue date des œuvres de Colescott, et par la republication de l'essai Robert Colescott: Pride and Prejudice par Mitchell D. Kahan.

### Biennale de Venise
En 1997, Colescott est mis sous les feux de la rampe sur le plan international lorsqu'il est sélectionné pour représenter les États-Unis à la Biennale de Venise. Selon la galerie d'art Albright-Knox, Colescott est le premier artiste afro-américain à représenter les États-Unis dans son exposition en solo à la Biennale de Venise en 1997.
Après la présentation au Pavillon des États-Unis à Venise (du 15 juin au 9 novembre 1997), l'exposition est montrée pendant trois ans dans plusieurs musées dont le Walker Art Center, le Musée d'Art du Queens, le University of Arizona Museum of Art, le Musée d'Art de Portland en Oregon, le Berkeley Art Museum and Pacific Film Archive, le Sheldon Museum of Art, et le Centre d'Art contemporain de La Nouvelle-Orléans (en), et le Honolulu Museum of Art Spalding House (en).
Le catalogue d'exposition comprend des essais écrits par Roberts et Lowery Stokes Sims, un poème de Quincy Troupe et un essai photographique de l'artiste Carrie Mae Weems pour rendre hommage à l'influence de  Colescott sur des artistes de la nouvelle génération en général et des artistes afro-américains en particulier.
Dans sa notice nécrologique, Roberta Smith (en) a écrit : « Alors que les œuvres de  Mr. Colescott étaient ouvertement politiques et multiculturelles, elles était en conflit avec le caractère sérieux d'approches académiques. Dans son mépris sur le regard binaire simplificateur porté sur des sujets comme la sexualité ou les races, il a inspiré des œuvres transgressives réalisées par des peintres comme Ellen Gallagher, Kerry James Marshall, Sue Williamson et Carroll Dunham (en) et des artistes multimedia comme Kara Walker, William Pope.L (en) et Kalup Linzy (en). »